# نادي أمريكا (ريو دي جانيرو)
نادي أميريكا لكرة القدم (بالفرنسية: América Football Club)‏ نادي كرة قدم برازيلي يلعب في دوري كاريوكا المناطقي الدرجة الثانية . تم تأسيس النادي في سنة 1904 .